# Adam Zreľák
Adam Zreľák (Lipany, 5 maggio 1994) è un calciatore slovacco, attaccante del GKS Katowice e della nazionale slovacca.

## Caratteristiche tecniche
Nato come esterno destro, con il passare delle stagioni si è ritagliato come ruolo principale quello di attaccante centrale, capace di giocare sia come prima che come seconda punta.

## Carriera

### Club

#### Gli inizi
Cresciuto nel settore giovanile del ŠK Odeva Lipany, nel 2009 passa al Ružomberok. Con la Ruža completa il settore giovanile, debuttando, nella stagione 2012-2013, in massima serie slovacca, totalizzando undici gare e mettendo a segno una rete, contro il Dukla Banska Bystrica.
Riconfermato nella stagione successiva, diventa titolare inamovibile nel ruolo di centrocampista di destra. Il 17 maggio 2014, nella gara interna contro lo Spartak Myjava, mette a segno una storica tripletta. A fine anno le reti messe a segno sono otto, in trentadue gare. Continua a stupire gli addetti ai lavori anche nel 2014-2015, tanto che a gennaio viene acquistato dallo Slovan Bratislava.

#### Slovan Bratislava
L'impatto allo Slovan è altrettanto positivo, con quattro reti in tredici gare e il quarto posto conquistato, che permette alla sua squadra di qualificarsi ai turni preliminari di UEFA Europa League. Debutta in campo internazionale il 2 luglio 2015, servendo un assist nello 0-6 dei suoi contro l'Europa FC. Una settimana più tardi arriva anche il primo gol, nella gara di ritorno. Il campionato si rivela abbastanza positivo, con un secondo posto conquistato e la finale persa in Slovenský Pohár, nelle quali dà il proprio contributo con undici reti in trentasei gare.
Inizia la stagione successiva giocando appena cinque gare con i biancoblu, prima di venir acquistato dai cechi dello Jablonec.

#### Jablonec
L'avventura ceca si rivela meno positiva di quanto sperato, anche a causa di due gravi infortuni (frattura del piede e rottura del legamento crociato) che gli impediscono di giocare con regolarità. Nelle appena cinque presenze messe insieme con i biancoverdi, tuttavia, ha l'occasione di realizzare una doppietta (che rimarranno anche i suoi unici due gol in Repubblica Ceca) contro il Vysocina Jihlava.

#### Norimberga
Nonostante l'infortunio, il 7 luglio 2017 passa per un milione di euro al Norimberga, militante in 2. Fußball-Bundesliga, seconda serie del calcio tedesco. Esordisce con la nuova maglia alla prima giornata, il 30 luglio successivo, disputando l'ultima mezzora della gara vinta per 3-0 contro il Kaiserslautern. La prima gara da titolare arriva circa un mese più tardi, nel 2-2 contro l'Union Berlin. Tuttavia, la frattura del metatarso lo tiene nuovamente fermo fino a febbraio, permettendogli comunque di giocare le ultime gare di campionato, realizzare la sua prima rete tedesca e centrare la promozione in Bundesliga.
Esordisce in massima serie tedesca il 28 ottobre 2018, nel match pareggiato 1-1 contro l'Eintracht Frankfurt, realizzando il gol del momentaneo 1-0. Realizza un'altra rete, nella pesante sconfitta per 5-2 contro lo Schalke 04, prima di rompersi nuovamente il crociato, non potendo così partecipare alle ultime gare e vedendo i suoi retrocedere al primo anno nuovamente in seconda divisione.
Salta anche tutto l'inizio della stagione successiva, esordendo nei minuti finali della gara pareggiata contro l'Holstein Kiel. Nelle quindici presenze con la maglia del Der Klub in questa stagione, realizza solo un gol, ottenendo un deludente quindicesimo posto. Rimane ai margini della squadra tedesca nella stagione successiva, giocando appena cinque scampoli di gara, prima di essere ceduto nel mercato di riparazione.

#### Warta Poznań
L'11 febbraio 2021 viene acquistato a titolo definitivo dai polacchi del Warta Poznań, con cui firma un contratto fino al 30 giugno 2023. Esordisce con gli zieloni l'8 marzo successivo, nel successo 2-0 dei suoi contro il Wisła Płock. La prima stagione si rivela positiva dal punto di vista dei risultati ma meno da quella di vista personale. Spesso, l'allenatore Piotr Tworek gli preferisce Mateusz Kuzimski, lasciandolo in panchina, e alla fine del campionato non arriva neanche una rete nelle otto gare giocate.
La situazione si ribalta l'anno successivo. Nonostante le maggiori difficoltà degli Zieloni, che si ritrovano invischiati nella lotta per la retrocessione, lo slovacco diventa titolare, realizzando la maggior parte dei gol dei suoi.

### Nazionale
Ha esordito in nazionale il 19 novembre 2013 nell'amichevole pareggiata 0-0 contro Gibilterra.

## Stastiche

### Presenze e reti nei club
Statistiche aggiornate al 1º maggio 2022.
| Stagione        | Squadra           | Campionato      | Campionato | Campionato | Coppe nazionali | Coppe nazionali | Coppe nazionali | Coppe continentali | Coppe continentali | Coppe continentali | Altre coppe | Altre coppe | Altre coppe | Totale | Totale |
| Stagione        | Squadra           | Comp            | Pres       | Reti       | Comp            | Pres            | Reti            | Comp               | Pres               | Reti               | Comp        | Pres        | Reti        | Pres   | Reti   |
| --------------- | ----------------- | --------------- | ---------- | ---------- | --------------- | --------------- | --------------- | ------------------ | ------------------ | ------------------ | ----------- | ----------- | ----------- | ------ | ------ |
| 2012-2013       | Ružomberok        | SL              | 11         | 1          | SP              | 0               | 0               | -                  | -                  | -                  | -           | -           | -           | 11     | 1      |
| 2013-2014       | Ružomberok        | SL              | 32         | 8          | SP              | 5               | 0               | -                  | -                  | -                  | -           | -           | -           | 37     | 8      |
| 2014-feb.2015   | Ružomberok        | SL              | 18         | 6          | SP              | 0               | 0               | -                  | -                  | -                  | -           | -           | -           | 18     | 6      |
| feb.-mag. 2015  | Slovan Bratislava | SL              | 13         | 4          | SP              | 2               | 0               | -                  | -                  | -                  | -           | -           | -           | 15     | 4      |
| 2015-2016       | Slovan Bratislava | SL              | 26         | 6          | SP              | 5               | 3               | UEL                | 5                  | 2                  | -           | -           | -           | 36     | 11     |
| lug.-set.2016   | Slovan Bratislava | SL              | 2          | 0          | SP              | 0               | 0               | UEL                | 3                  | 0                  | -           | -           | -           | 5      | 0      |
| set.2016-2017   | Jablonec          | SL              | 5          | 2          | PC              | 0               | 0               | -                  | -                  | -                  | -           | -           | -           | 5      | 2      |
| 2017-2018       | Norimberga        | 2B              | 13         | 1          | PC              | 0               | 0               | -                  | -                  | -                  | -           | -           | -           | 13     | 1      |
| 2018-2019       | Norimberga        | B               | 14         | 2          | PC              | 3               | 1               | -                  | -                  | -                  | -           | -           | -           | 17     | 3      |
| 2019-2020       | Norimberga        | 2B              | 15         | 1          | PC              | 0               | 0               | -                  | -                  | -                  | -           | -           | -           | 15     | 1      |
| 2020-feb.2021   | Norimberga        | 2B              | 5          | 0          | PC              | 0               | 0               | -                  | -                  | -                  | -           | -           | -           | 5      | 0      |
| feb.-mag. 2021  | Warta Poznań      | E               | 8          | 0          | PP              | 0               | 0               | -                  | -                  | -                  | -           | -           | -           | 8      | 0      |
| 2021-2022       | Warta Poznań      | E               | 29         | 9          | PP              | 0               | 0               | -                  | -                  | -                  | -           | -           | -           | 29     | 9      |
| Totale carriera | Totale carriera   | Totale carriera | 191        | 40         |                 | 15              | 4               |                    | 8                  | 2                  |             | -           | -           | 215    | 46     |

### Cronologia presenze e reti in nazionale
| Cronologia completa delle presenze e delle reti in nazionale ― Slovacchia | Cronologia completa delle presenze e delle reti in nazionale ― Slovacchia | Cronologia completa delle presenze e delle reti in nazionale ― Slovacchia | Cronologia completa delle presenze e delle reti in nazionale ― Slovacchia | Cronologia completa delle presenze e delle reti in nazionale ― Slovacchia | Cronologia completa delle presenze e delle reti in nazionale ― Slovacchia | Cronologia completa delle presenze e delle reti in nazionale ― Slovacchia | Cronologia completa delle presenze e delle reti in nazionale ― Slovacchia |
| Data                                                                      | Città                                                                     | In casa                                                                   | Risultato                                                                 | Ospiti                                                                    | Competizione                                                              | Reti                                                                      | Note                                                                      |
| ------------------------------------------------------------------------- | ------------------------------------------------------------------------- | ------------------------------------------------------------------------- | ------------------------------------------------------------------------- | ------------------------------------------------------------------------- | ------------------------------------------------------------------------- | ------------------------------------------------------------------------- | ------------------------------------------------------------------------- |
| 19-11-2013                                                                | Faro                                                                      | Gibilterra                                                                | 0 – 0                                                                     | Slovenia                                                                  | Amichevole                                                                | -                                                                         | 65’                                                                       |
| 27-5-2016                                                                 | Wels                                                                      | Georgia                                                                   | 1 – 3                                                                     | Slovacchia                                                                | Amichevole                                                                | 1                                                                         |                                                                           |
| 16-11-2018                                                                | Trnava                                                                    | Slovacchia                                                                | 4 – 1                                                                     | Ucraina                                                                   | UEFA Nations League 2018-2019 - 1º turno                                  | 1                                                                         | 82’                                                                       |
| 19-11-2018                                                                | Praga                                                                     | Rep. Ceca                                                                 | 1 – 0                                                                     | Slovacchia                                                                | UEFA Nations League 2018-2019 - 1º turno                                  | -                                                                         | 79’                                                                       |
| 4-9-2020                                                                  | Bratislava                                                                | Slovacchia                                                                | 1 – 3                                                                     | Rep. Ceca                                                                 | UEFA Nations League 2020-2021 - 1º turno                                  | -                                                                         | 17’                                                                       |
| 22-9-2022                                                                 | Trnava                                                                    | Slovacchia                                                                | 1 – 2                                                                     | Azerbaigian                                                               | UEFA Nations League 2022-2023 - 1º turno                                  | -                                                                         | 74’                                                                       |
| 25-9-2022                                                                 | Bačka Topola                                                              | Slovacchia                                                                | 1 – 1                                                                     | Bielorussia                                                               | UEFA Nations League 2022-2023 - 1º turno                                  | 1                                                                         | 60’                                                                       |
| 17-11-2022                                                                | Podgorica                                                                 | Montenegro                                                                | 2 – 2                                                                     | Slovacchia                                                                | Amichevole                                                                | -                                                                         | 84’ 87’, 90’                                                              |
| 26-3-2023                                                                 | Bratislava                                                                | Slovacchia                                                                | 2 – 0                                                                     | Bosnia ed Erzegovina                                                      | Qual. Euro 2024                                                           | -                                                                         | 69’                                                                       |
| Totale                                                                    |                                                                           | Presenze                                                                  | 9                                                                         |                                                                           | Reti                                                                      | 3                                                                         |                                                                           |